# هانس بیلنشتاین
هانس بیلنشتاین (انگلیسی: Hans Bielenstein; ۸ آوریل ۱۹۲۰ – ۸ مارس ۲۰۱۵) دانشمند در زمینه تاریخ چین اهل ایالات متحده آمریکا بود.
وی همچنین برندهٔ جوایزی همچون کمک‌هزینه گوگنهایم شده است.